# Corazon Aquino
Maria Corazon Sumulong Cojuangco-Aquino, allmänt kallad "Cory" Aquino, född Cojuangco den 25 januari 1933 i Paniqui i Tarlac, död 1 augusti 2009 i Makati i Manila, var en filippinsk politiker. Åren 1986–1992 verkade hon som Filippinernas president, som den första kvinnan på posten.
Aquino trädde in i politiken på allvar 1983, efter att hennes make och tidigare oppositionsledaren Benigno Aquino mördats. Därefter samlade hon oppositionen i det som utvecklades till EDSA-revolutionen, vilken 1986 gjorde slut på det auktoritära och två decennier långa styret under Ferdinand Marcos.

## Biografi

### Bakgrund
Corazon Cojuangco föddes som det sjätte av åtta barn. Hennes far var en förmögen storgodsägare i sockerbranschen, av kinesisk börd. Släkten Cojuangcos anfader invandrade till Filippinerna 1861. Modern Demetria Sumulong arbetade som apotekare.
Cojuangcos skolgång skedde delvis vid Saint Scholastica's College, en romersk-katolsk privatskola, fram tills att skolan bombades i slutet av andra världskriget. Under hennes första high school-år, under slutet av kriget, fortsatte hon studierna vid Assumption College. Samtidigt var hon tvungen att lära sig japanska under den rådande japanska ockupationen av Filippinerna.
I slutet av 1940-talet emigrerade familjen till USA, där Corazon och hennes syskon avslutade sina studier. I hennes fall skedde studier inledningsvis vid Ravenhill Academy i Philadelphia, en skola med samma huvudman som Assumption College. Därefter följde vidare studier vid Notre Dame Convent School och collegestudier i franska och matematik vid Mount St. Vincent College i New York (slutlig examen 1954).
1953 återvände Cojuangco till Filippinerna, där hon inledde studier i juridik vid Far Eastern University (FEU). Där återsåg hon en bekant från uppväxten, Benigno Aquino, Jr. Han hade tidigare försökt inleda en relation med henne, men det var först nu som intresset blev ömsesidigt.

### Giftermål och oppositionsroll
1954 avbröt Cojuangco studierna för att gifta sig med Aquino. Bröllopet stod 11 oktober 1954, samma datum som hennes föräldrar hade vigts.
Giftermålet med Aquino blev också inledningen till Benigno Aquinos politiska karriär, och han utsågs kort efter födelsen av parets första barn till borgmästare i staden Concepcion i Tarlac. Corazon Aquino stödde sin makes politiska karriär, trots hans tidiga tveksamhet att verka i offentligheten. Han utsågs till guvernör i provinsen och senare (1967–1972) filippinsk senator, medan hustrun tog hand om de fem barnen, familjen och hemmet.

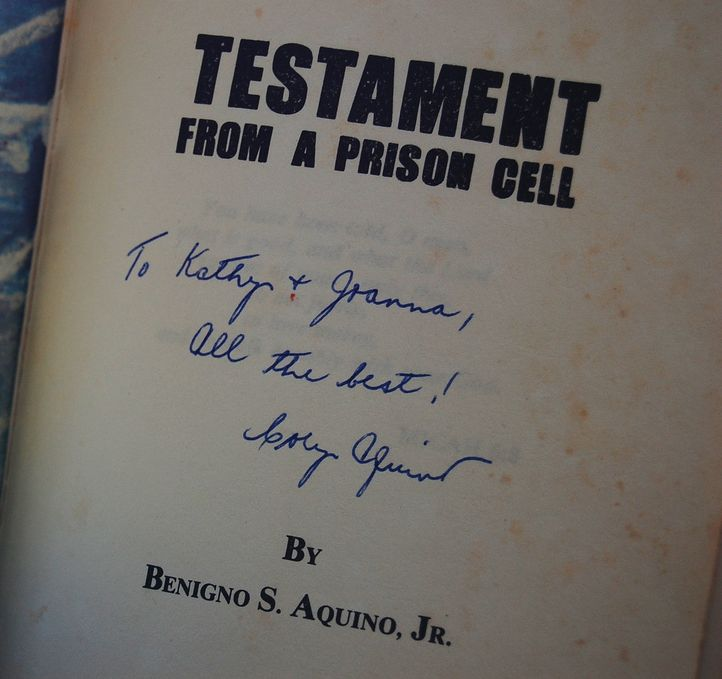
Benigno Aquinos Testament from a Prison Cell, med Corazon Aquinos autograf 1983.

1972 infördes krigslagar i landet, varefter Benigno Aquino fick tillbringa de närmaste sju åren som politisk fånge. Han ställde upp i parlamentsvalen 1978, där Corazon Aquino och parets barn utformade hans valtal. Efter att ha förlorat valen tilläts dock Benigno Aquino med familj att resa till USA 1980, för att uppsöka sjukvård på grund av hans hjärtproblem. Familjen levde i exil i USA fram till 1983.
1983 beslutade Benigno Aquino återvända till Filippinerna för att inleda samtal om landets politiska framtid med Marcos. När familjen återvände från exilen mördades hennes make den 21 augusti 1983 vid ankomsten till Filippinerna. Detta dåd samlade åter oppositionen, och Corazon Aquino utsågs till dess ledare.

### Presidentskap
1985 utlyste Marcos nyval till februari 1986, i syfte att stärka sin makt i ljuset av ökande internationellt tryck mot hans regim. Aquino valdes av den politiska oppositionen till presidentkandidat, med den tidigare senatorn Salvador Laurel som kandidat till vicepresidentposten.

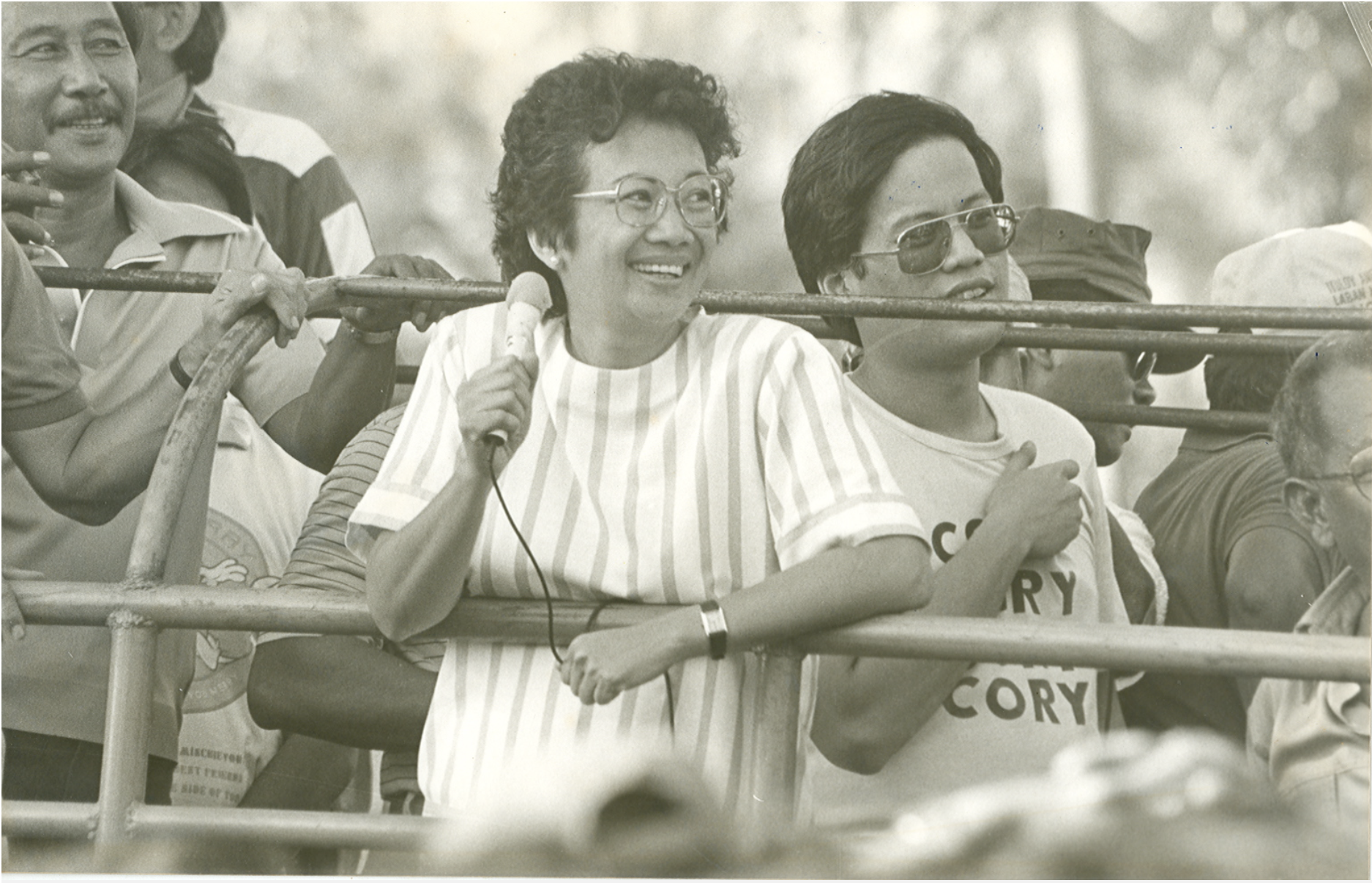
Corazon Aquino under valkampanjen inför presidentvalet 1986.

När parlamentet, efter presidentvalet den 7 februari 1986, utropade Marcos officiellt till valets segrare, utlyste detta omfattande demonstrationer och beskyllningar om valfusk. Aquino uppmuntrade massmötena, vilka utvecklades till ett folkligt uppror känt som ESDA-revolutionen. Efter massdemonstrationer 22–25 februari, stöd från den katolska kyrkan och splittring inom landets militär tvingades Marcos att avgå från presidentposten den 25 februari.
Därmed kunde oppositionsledaren Aquino ta över rollen som president, som första kvinna på posten. Hon hade dessförinnan inte verkat i något offentligt ämbete. Som nytillträdd president såg hon till att en ny filippinsk grundlag 1987 kom till stånd, där presidentens makt begränsades och landet återinförde ett tvåkammarparlament (det som Marcos avskaffade 1973). Hennes politik gav fokus åt förbättrade ekonomiska relationer med den internationella gemenskapen, ökad tyngdpunkt på fria marknader och ett avskaffande av Marcos-erans korrupta relationer mellan stat och näringsliv.
Aquinos styre påverkades negativt av den förvärrade konflikten med den muslimska och separatistiska mororörelsen på Mindanao. Där ledde Aquino fredssamtalen för att få ett slut på konflikten. Samtalen ledde slutligen fram till avtal om bildandet av Muslimska Mindanao, en autonom region på delar av Mindanao och Suluöarna.
Under de senare delarna av Aquinos styre drabbades Filippinerna av ett antal naturkatastrofer. 1990 drabbades centrala Luzon av en jordbävning med drygt 1 600 döda, 1991 blev 100 000 hemlösa i vulkanen Pinatubos utbrott och senare samma år dödades uppemot 8 000 personer i tyfonen Thelma.
Corazon Aquino, en varmt troende katolik, fick mycket stöd från kyrkan. Hon försökte styra landet på ett försonligt sätt men stötte på motstånd, dels från vänstern (den kommunistiska gerillan New People's Army) och dels från högern. Detta ledde till ett antal försök till statskupp (inklusive sex stycken från delar av armén). Dessa gjordes 1986 (juli och november), 1987 (januari, april, juli och augusti), 1989 (december) och 1990 (mars och oktober).
Aquino genomförde aldrig de ekonomiska och sociala reformer som många ansåg nödvändiga för landet. Under den senare delen av hennes presidentperiod sjönk också hennes popularitet.
Efter presidentvalet 1992 ersattes Aquino av Fidel Ramos, tidigare överbefälhavare och därefter försvarsminister under Aquino.

### Senare år
Efter förlusten i presidentvalet 1992 lämnade Aquino till stor del den politiska arenan. Hon deltog dock 2001 i kritiken mot och försöken att få president Joseph Estrada avsatt. 2005 offentliggjorde hon även sin kritik mot den då sittande presidenten Gloria Macapagal-Arroyo.

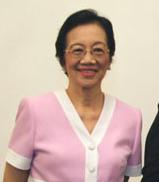
Corazon Aquino, 2009.

2008 diagnosticerades Aquino med kolorektalcancer. Hon avled den 1 augusti 2009 efter en längre tids sjukdom. Begravningen utformades som en statsbegravning med över 1 000 officiella begravningsgäster och tiotusentals övriga deltagare.

## Privatliv och eftermäle
I äktenskapet mellan Corazon och Benigno Aquino föddes en son och fyra döttrar. Bland dessa finns landets president under åren 2010–2016 med samma namn som fadern.
Efter Corazon Aquinos död har ett antal minnesmärken rests över på olika platser i landet. Corazon Aquino Hospital i Dipolog har uppkallats efter henne. Hon har i Filippinerna beskrivits som "demokratins moder" (engelska: Mother of Democracy). 1986 utnämndes hon till Woman of the Year av tidskriften Time.
Hennes presidentskap anses dock av en del ha påverkats av en bristande politisk beslutsamhet.

## Galleri

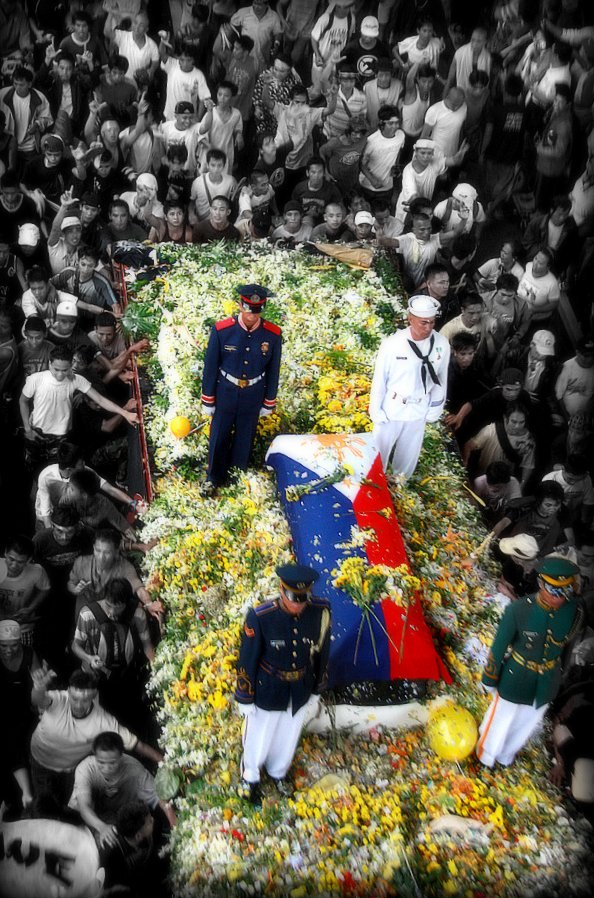
Bild från Corazon Aquinos begravning.
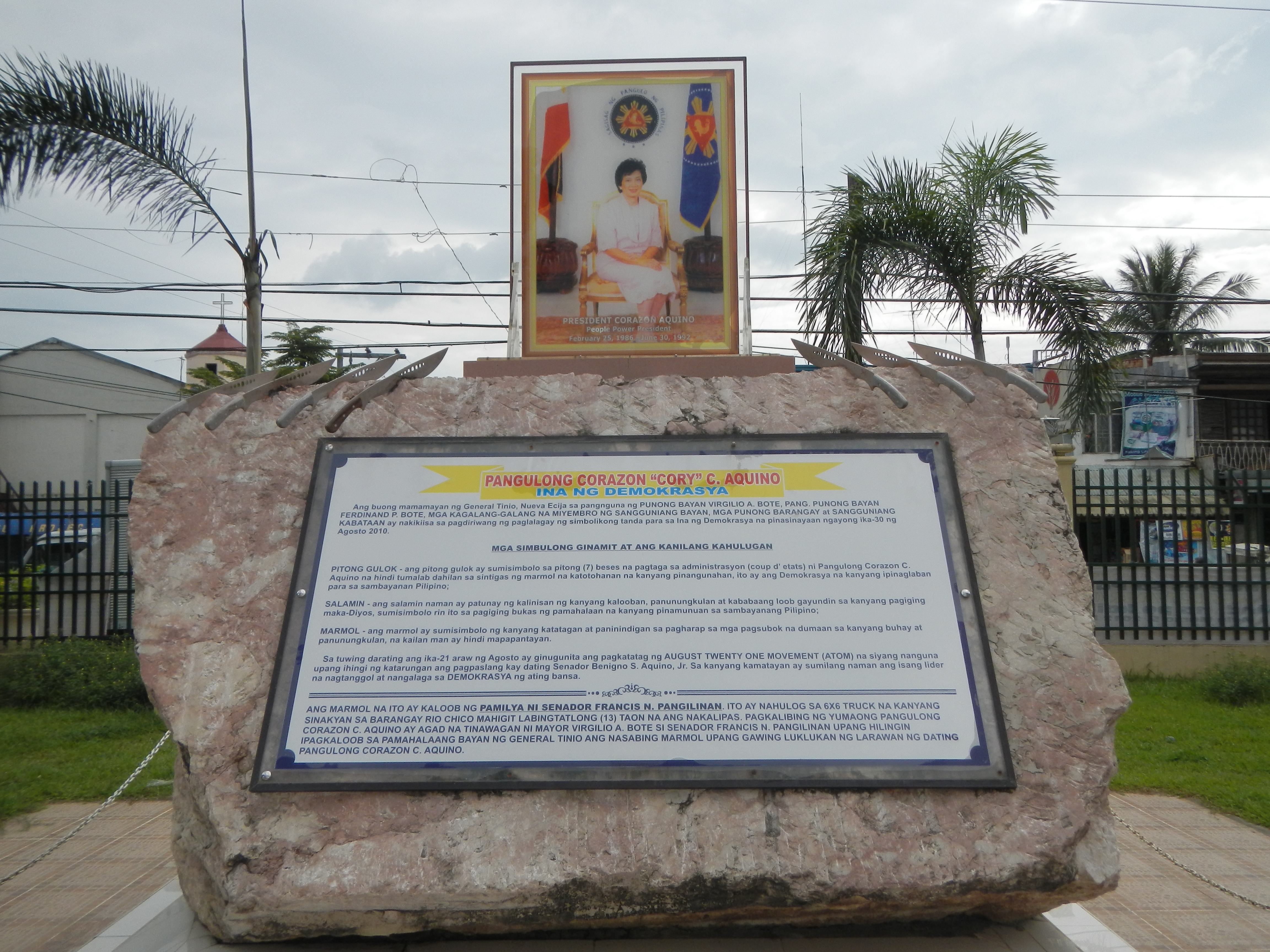
Monument i Nueva Ecija.
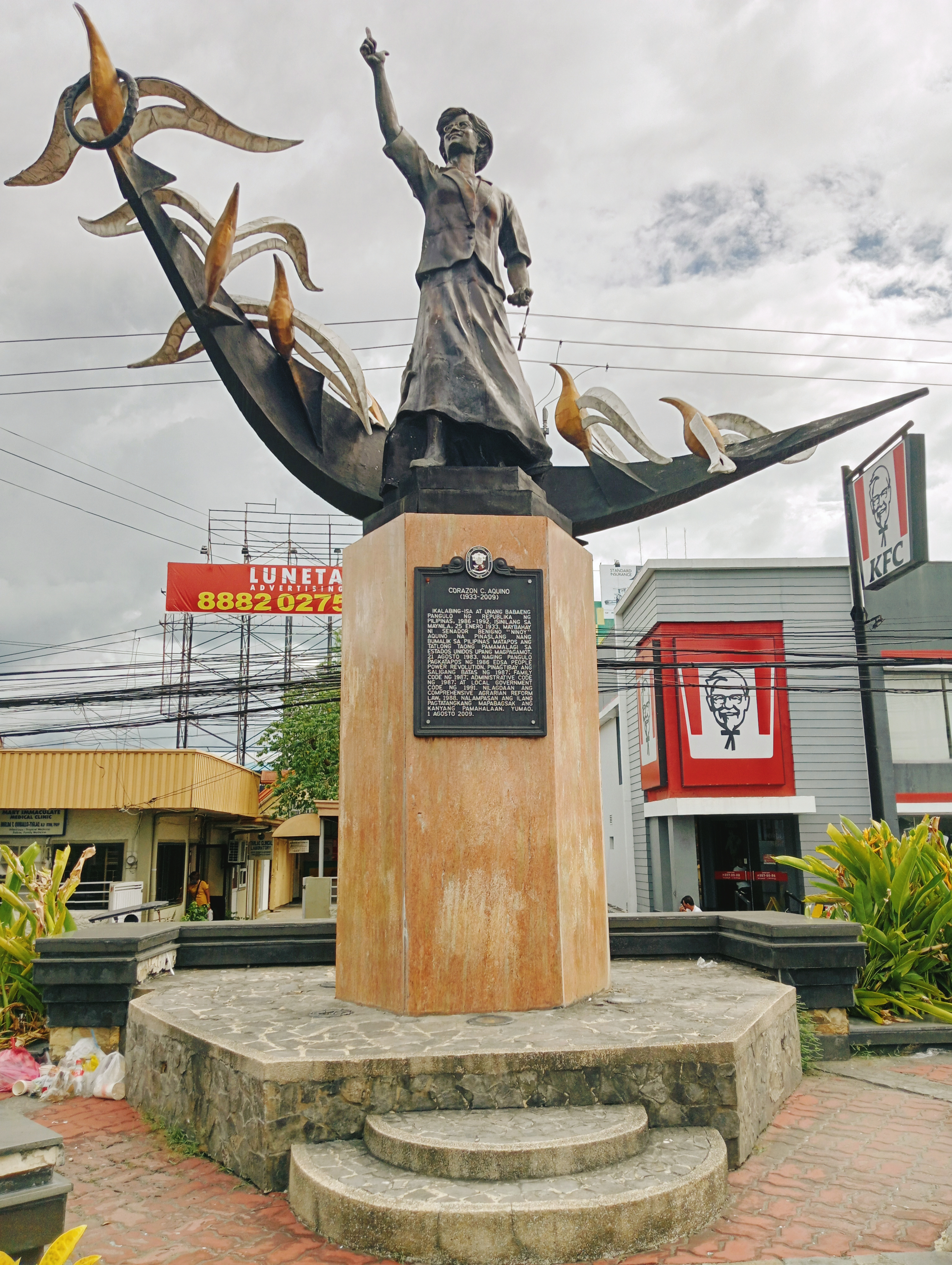
Monument i Tarlac City.